# Éjsötét áradat
Az Éjsötét áradat az ötödik kötete a Steven Erikson által írt epikus fantasy sorozatnak, A Malazai Bukottak könyvének regéjének. Habár része a sorozatnak, csak kevés utalás van az előző részekre benne. Ennek ellenére nem egy önálló kötet, mivel A Kaszás vihara és a magyarul még megjelenésre váró 9. kötet (Dust of Dreams) folytatják majd a megkezdett történetet.
Először Angliában adták ki, keménytáblás változatban, 2004. december 1-jén.

## A cselekmény felvázolása
A Lether nevű kontinensen játszódik a Malazai Birodalom számára ismeretlen, messzi területen. Időrendben az első kötet, A Hold udvara előtt játszódik.

## Magyarul
- Éjsötét áradat. A malazai bukottak könyvének regéje; Alexandra, Pécs, 2008

## Fordítás
- Ez a szócikk részben vagy egészben  a   Midnight Tides című angol Wikipédia-szócikk ezen változatának fordításán alapul.  Az eredeti cikk szerkesztőit annak laptörténete sorolja fel. Ez a jelzés csupán a megfogalmazás eredetét és a szerzői jogokat jelzi, nem szolgál a cikkben szereplő információk forrásmegjelöléseként.